# Bains de Lucques
Pour les articles homonymes, voir Bagni.
Bains de Lucques, en italien Bagni di Lucca, est une commune italienne de la province de Lucques, dans la région Toscane. Comme son nom l'indique, c'est aussi une station thermale.

## Histoire
Michel de Montaigne y séjourna trois mois jusqu'au 21 juin 1581.

## Administration
| Période                                  | Période | Identité | Étiquette | Qualité |
| ---------------------------------------- | ------- | -------- | --------- | ------- |
|                                          |         |          |           |         |
| Les données manquantes sont à compléter. |         |          |           |         |

### Communes limitrophes
Abetone Cutigliano, Borgo a Mozzano, Coreglia Antelminelli, Pescia, Piteglio, Villa Basilica

## Galerie

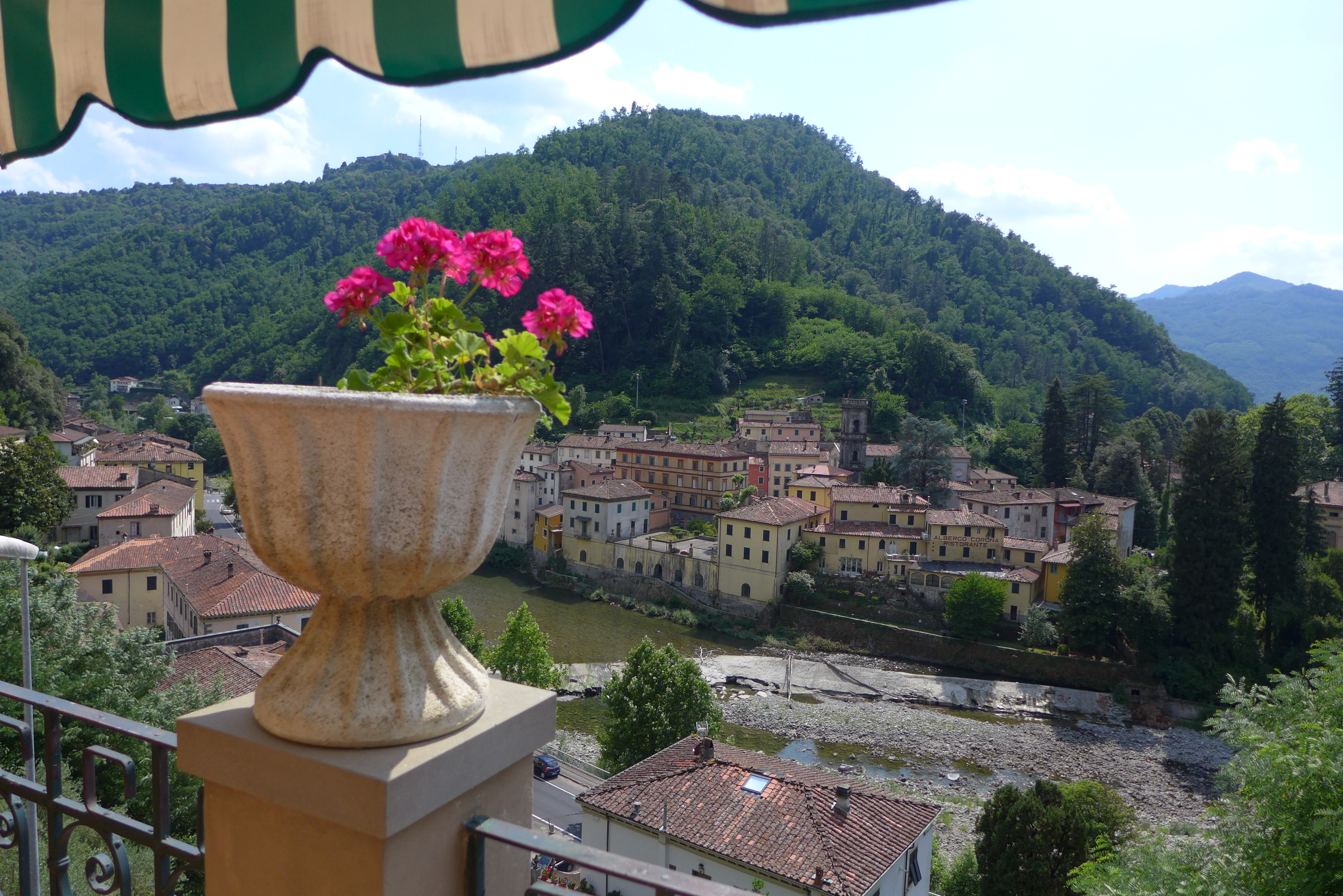
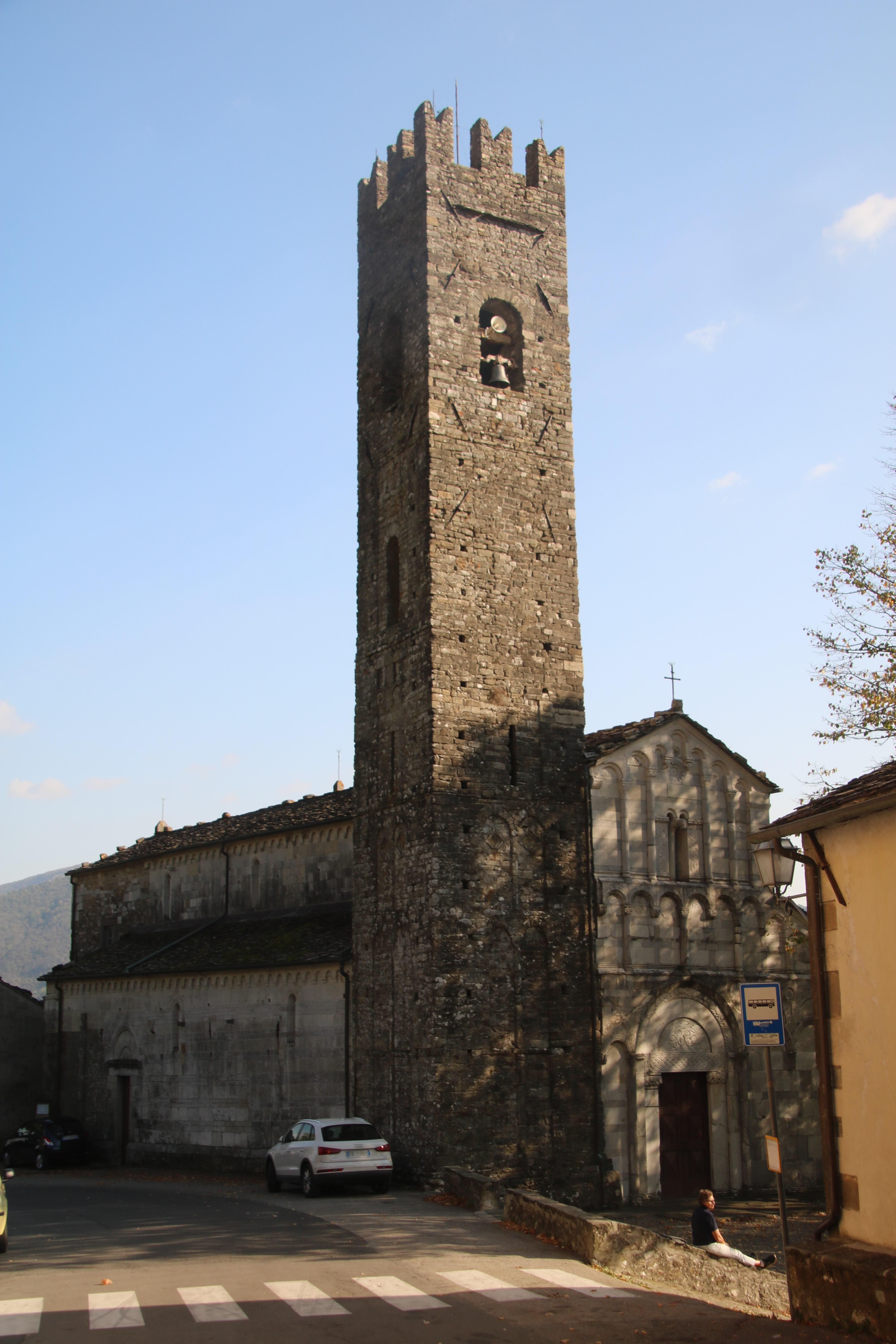
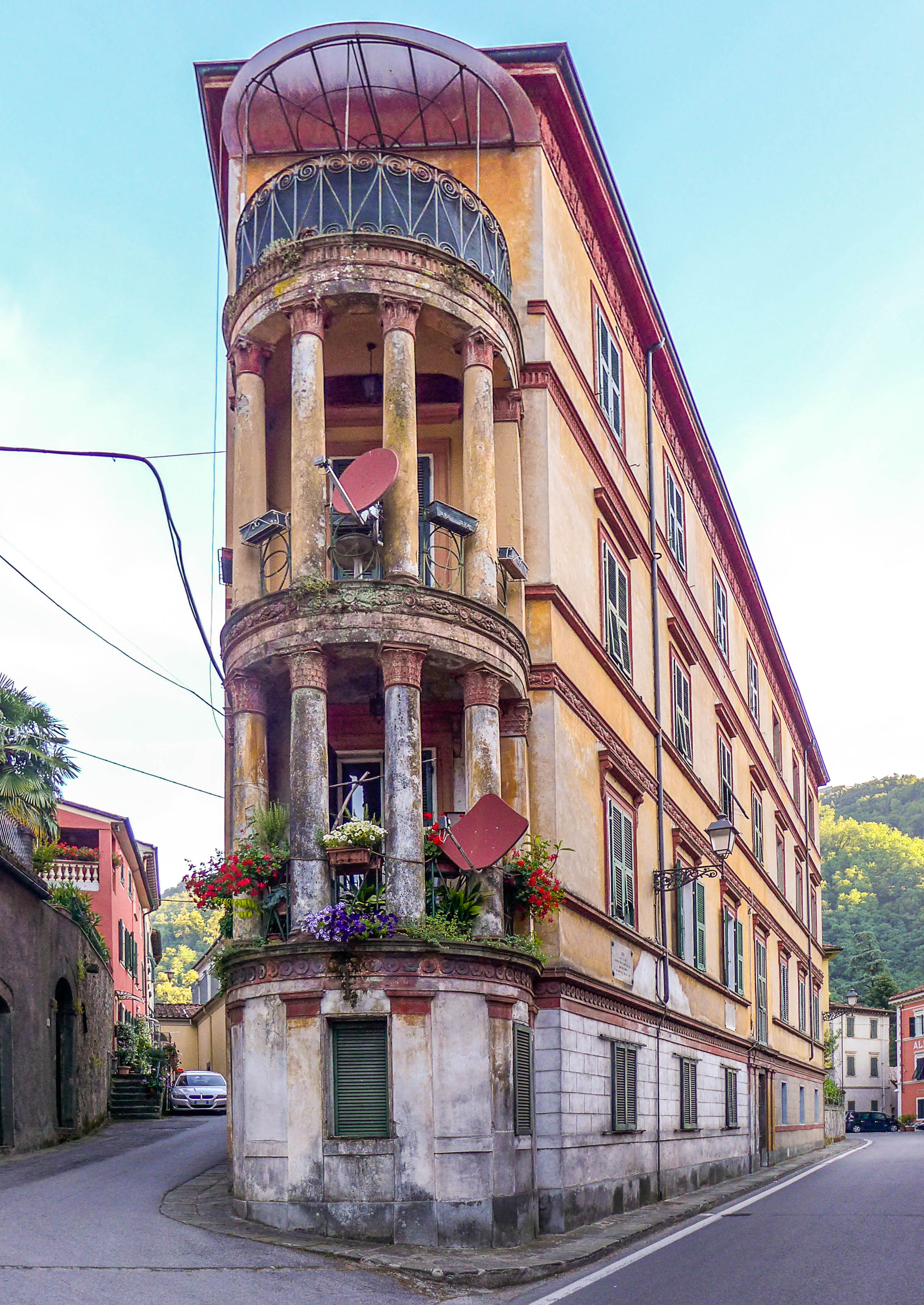
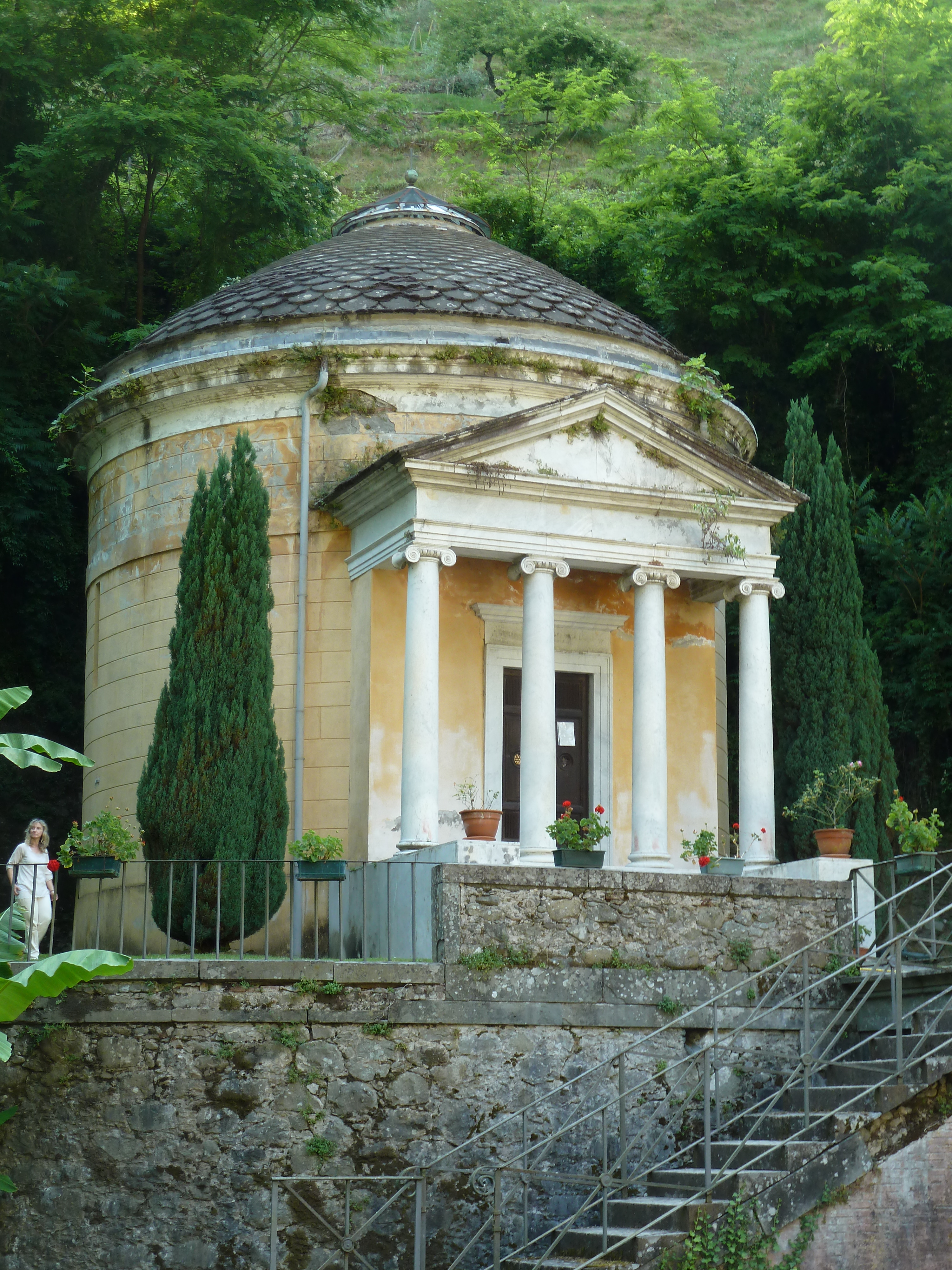
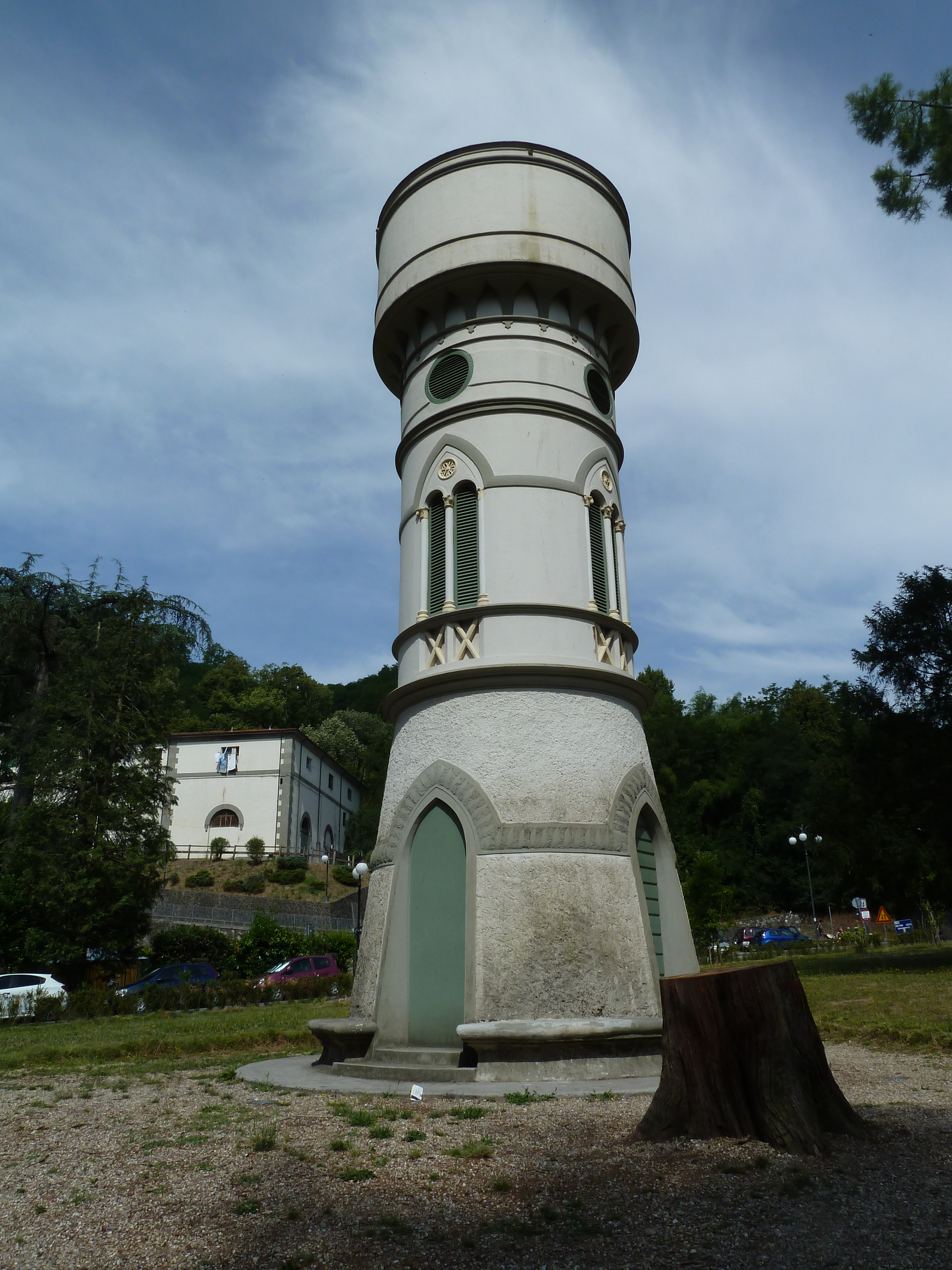
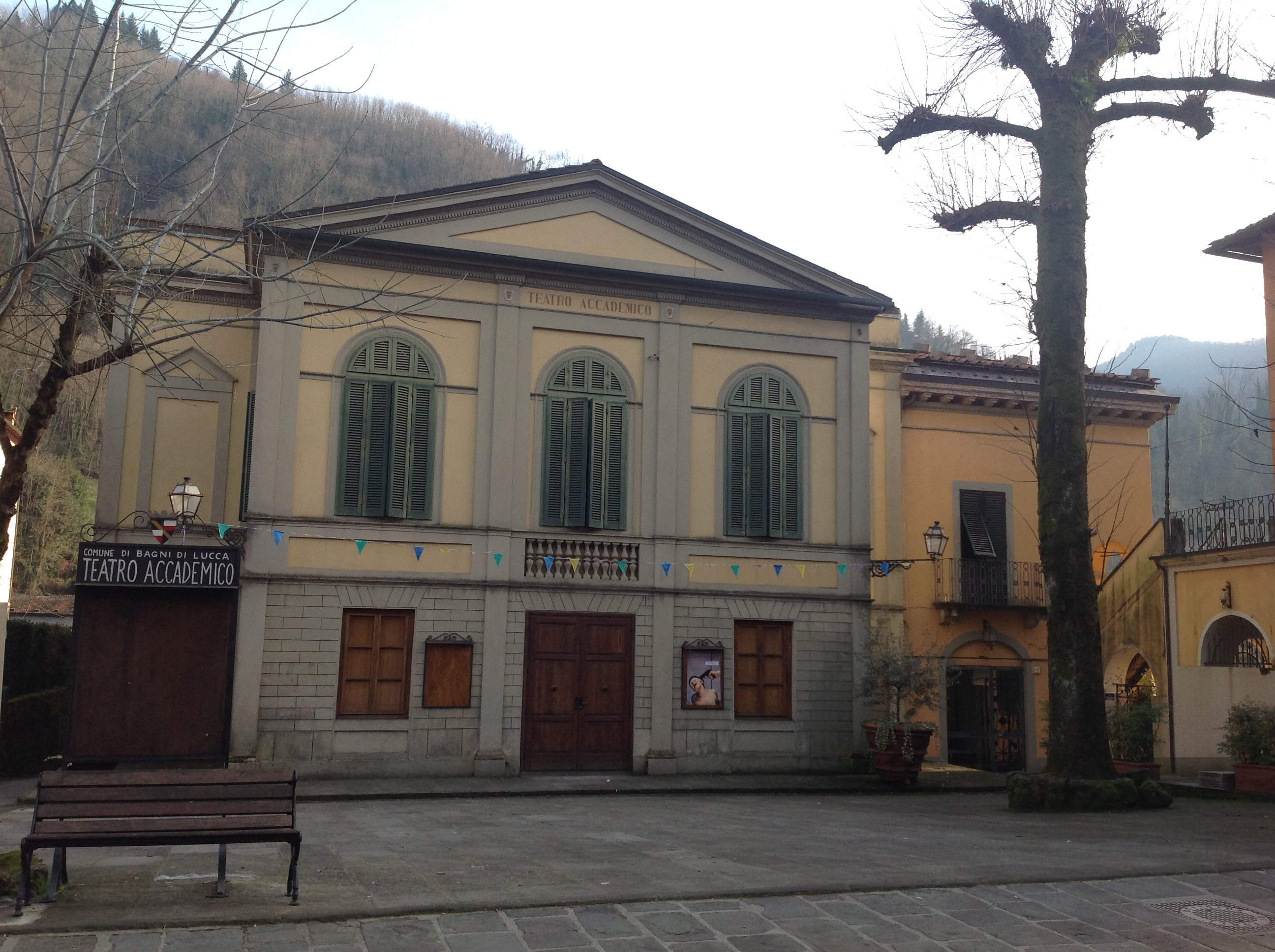
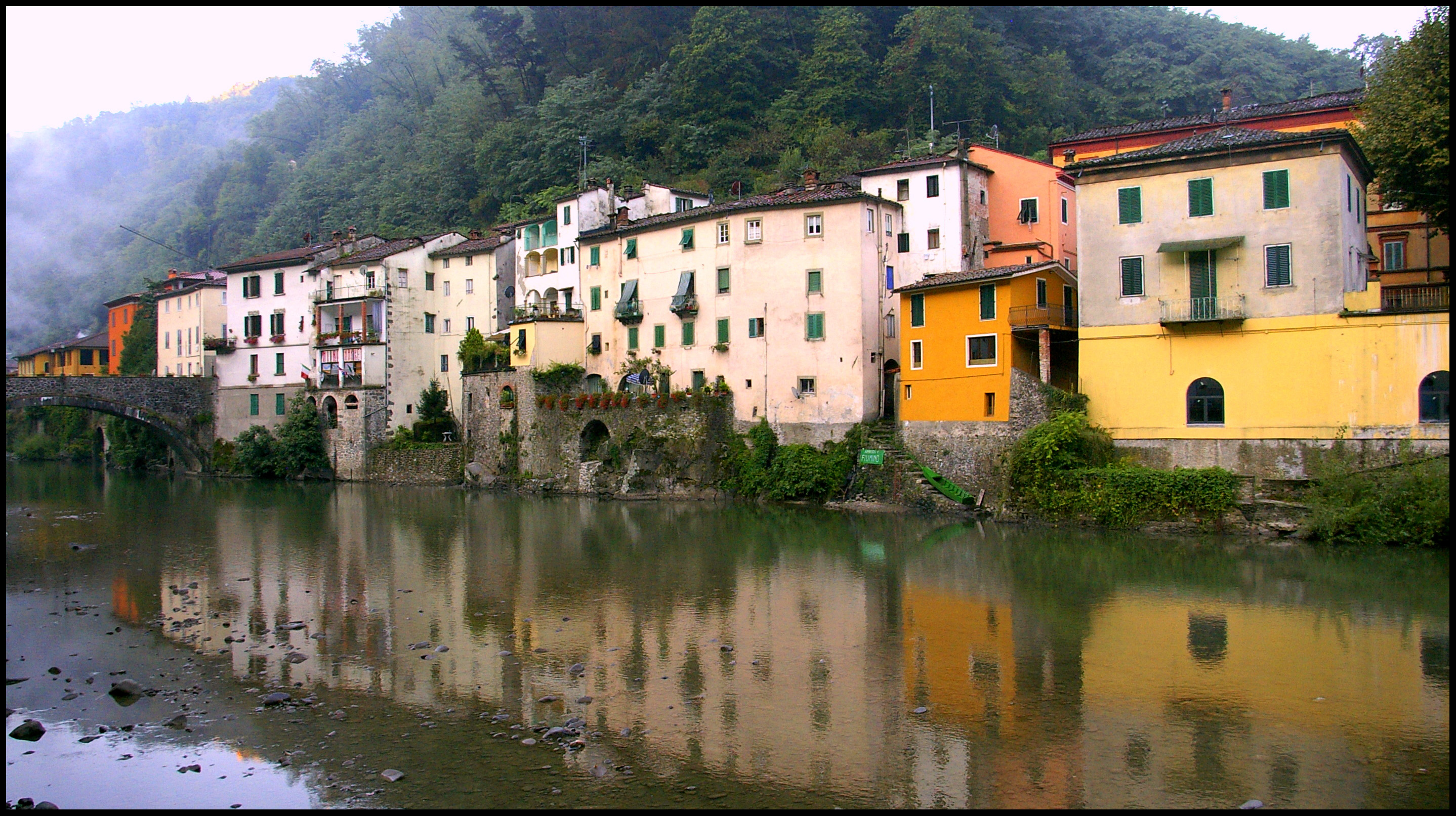
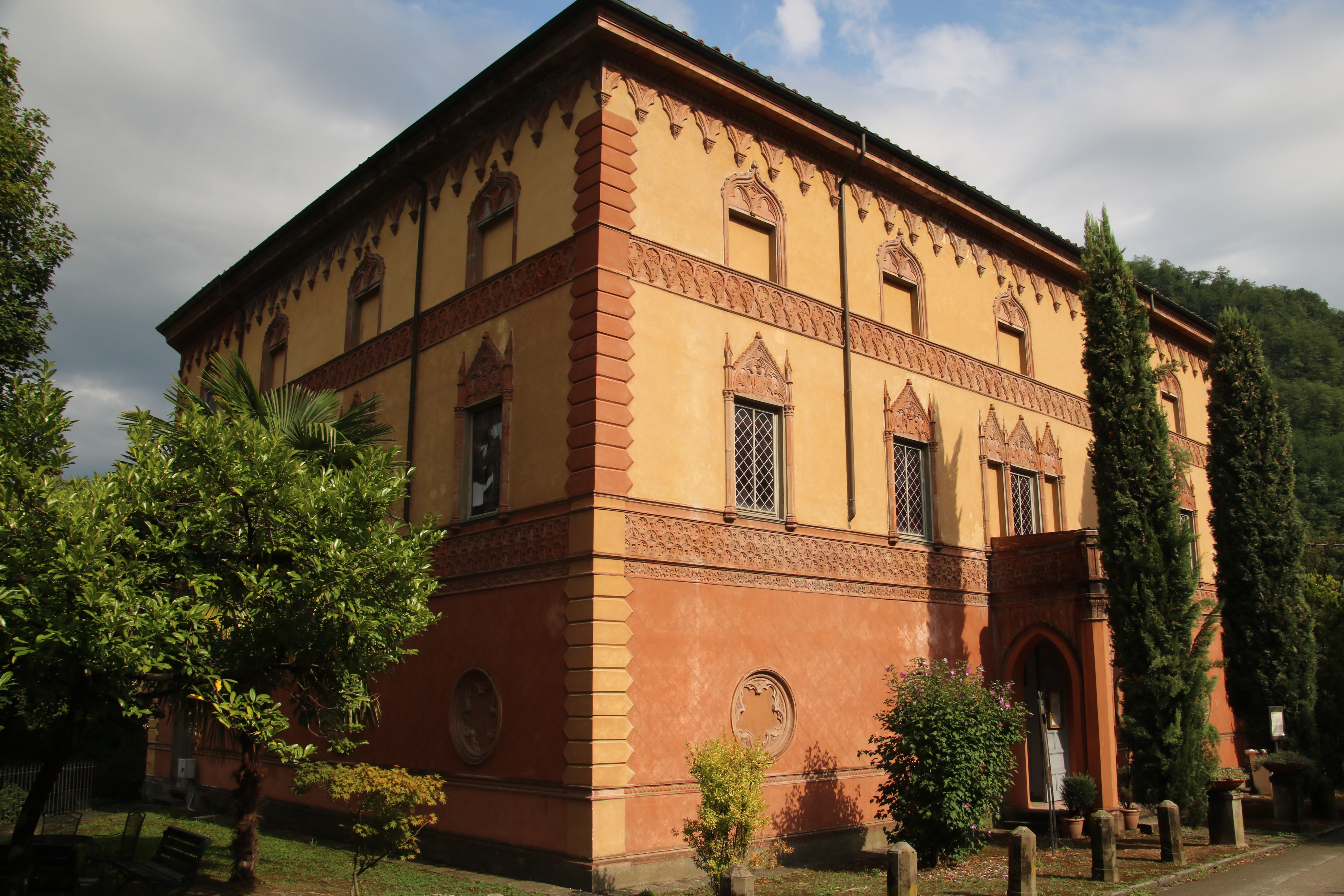
L'église anglicane.
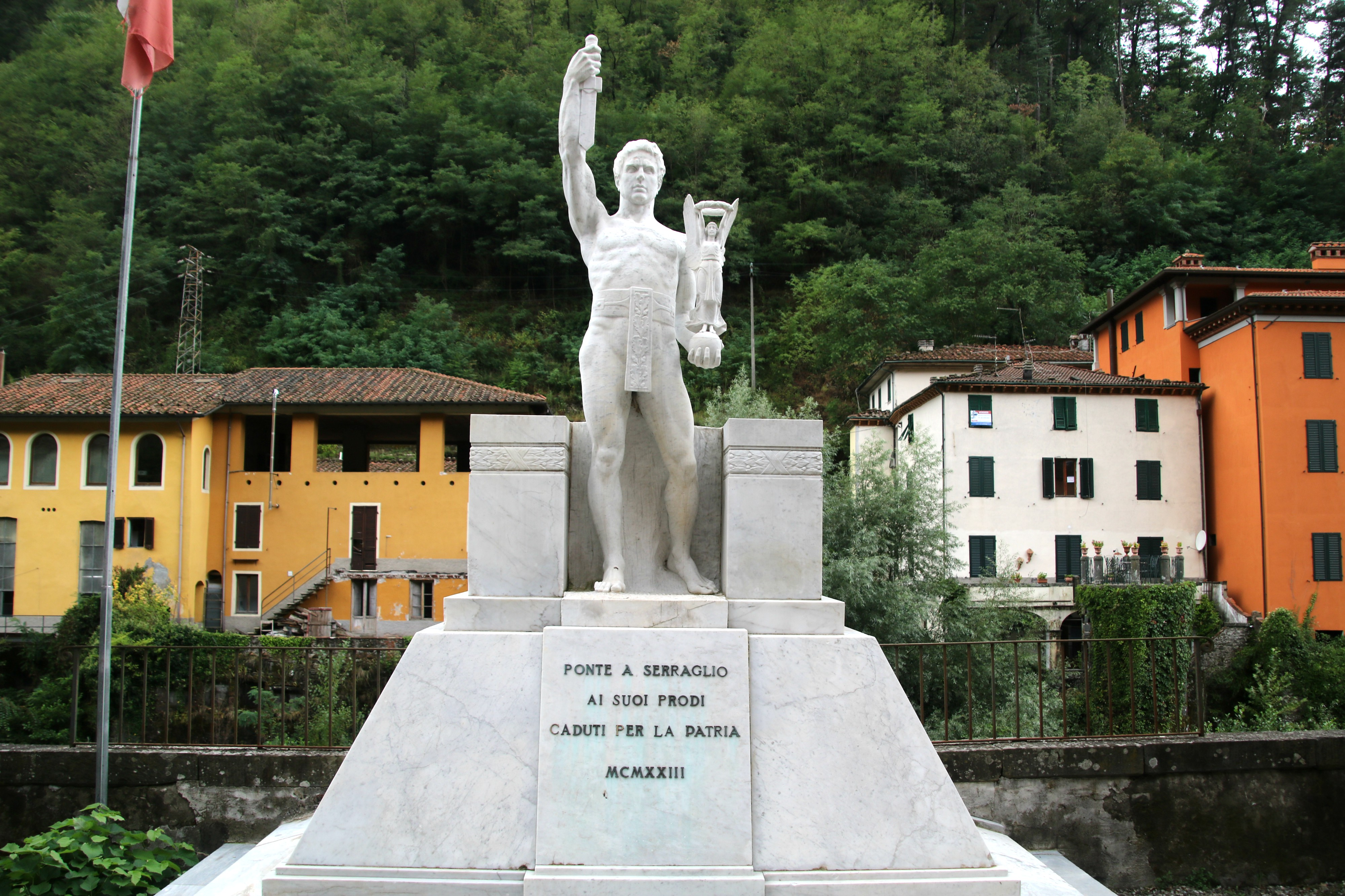
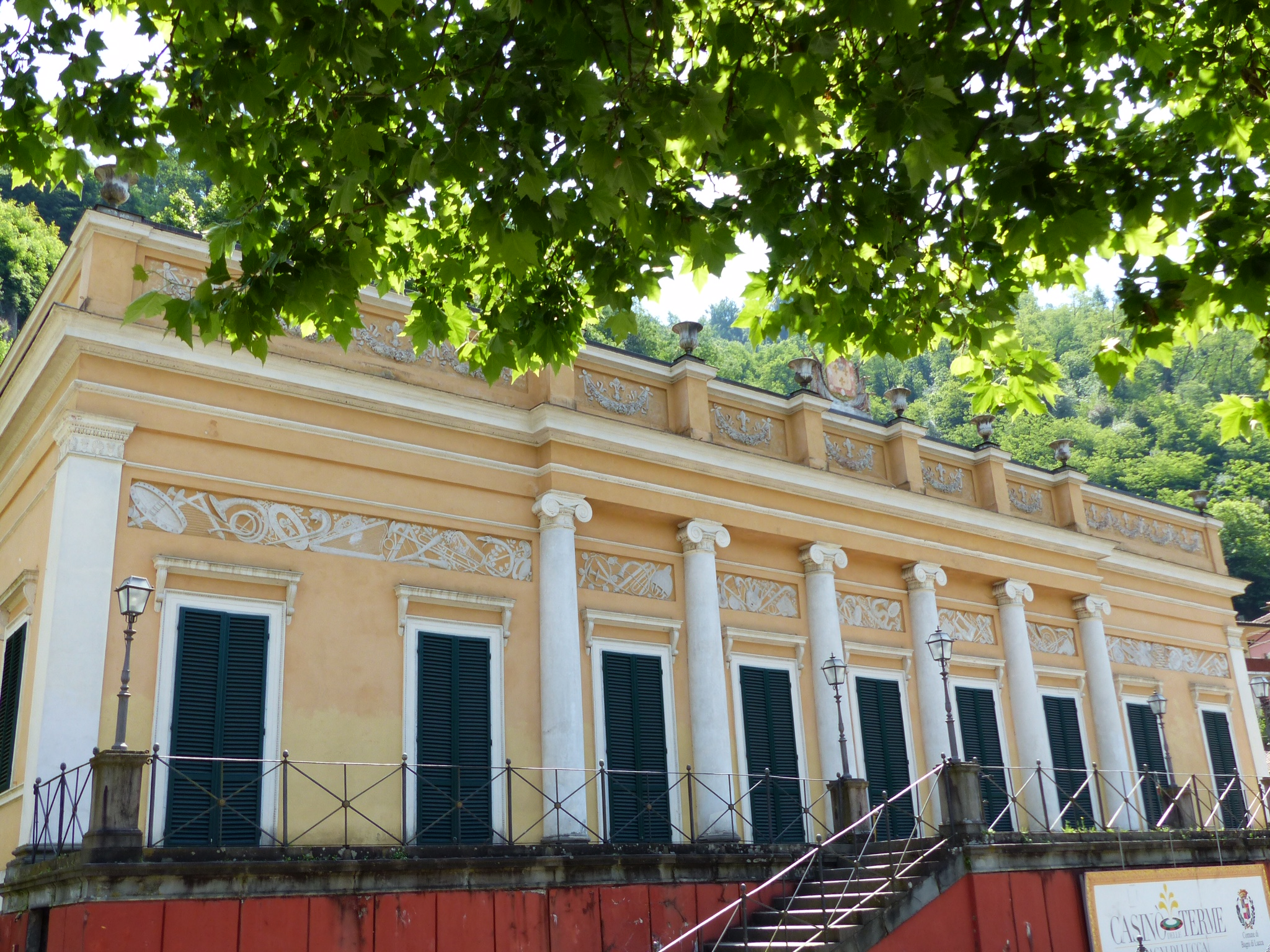
Le casino.
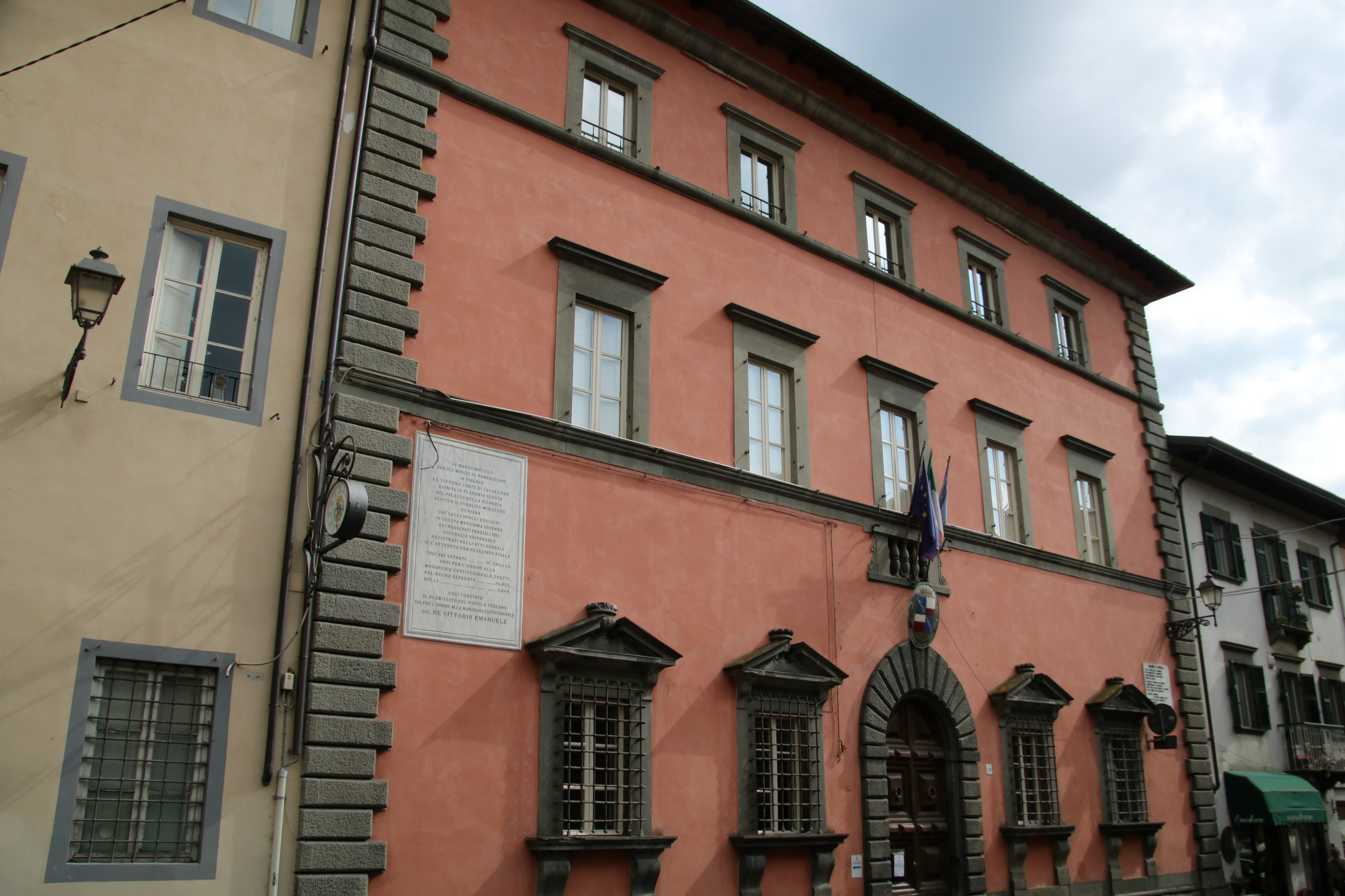
La mairie.
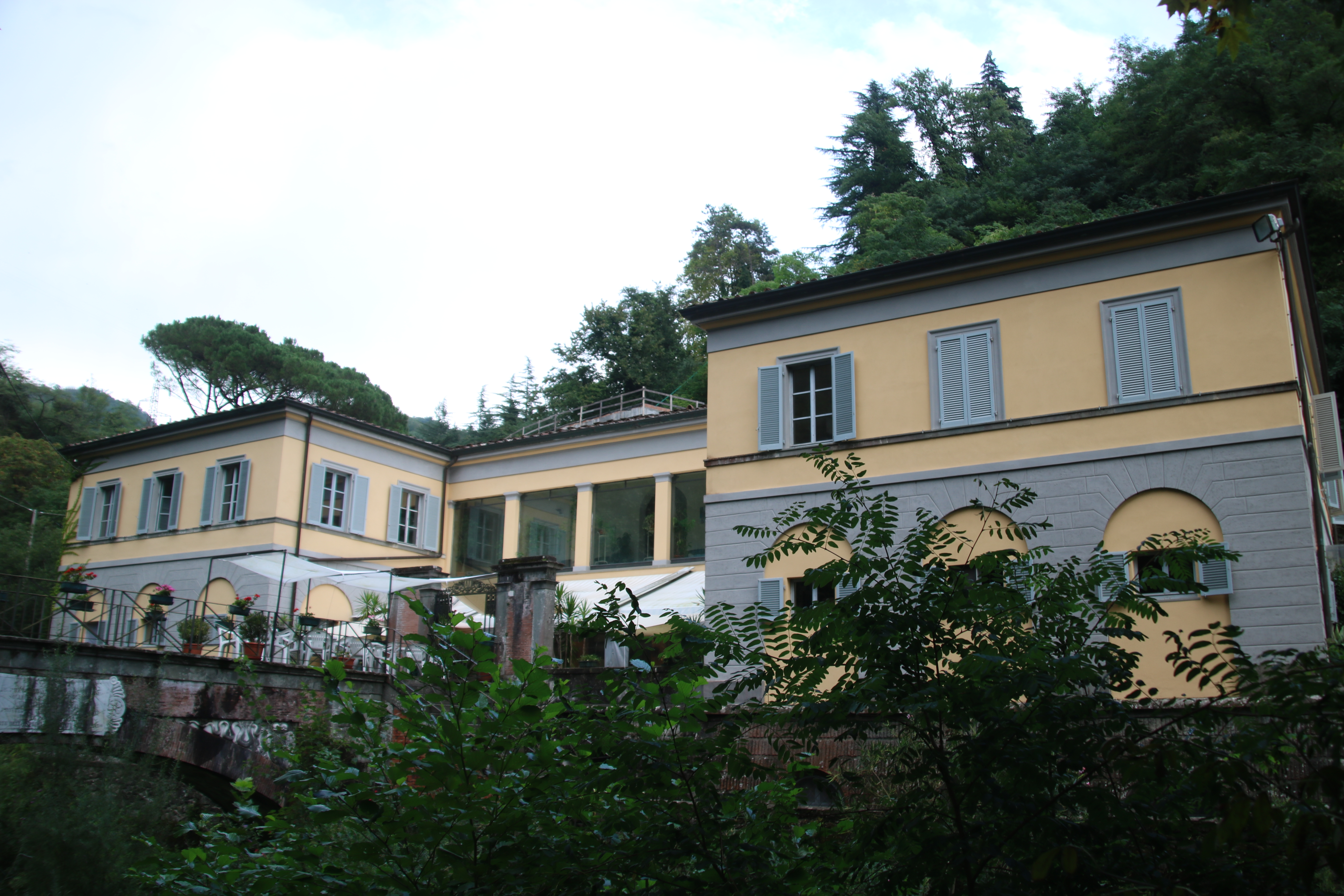
Établissement thermal.
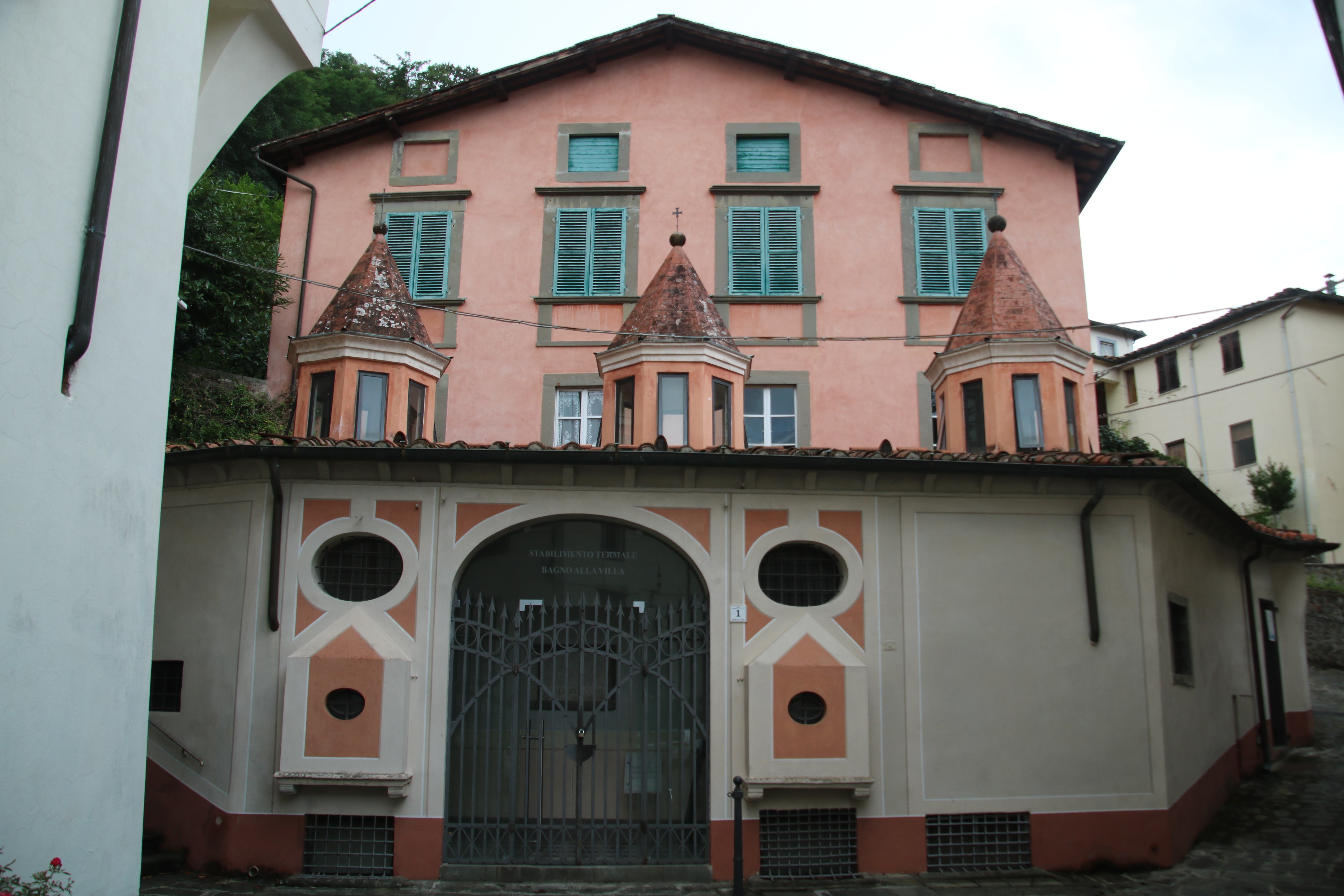
Établissement thermal.
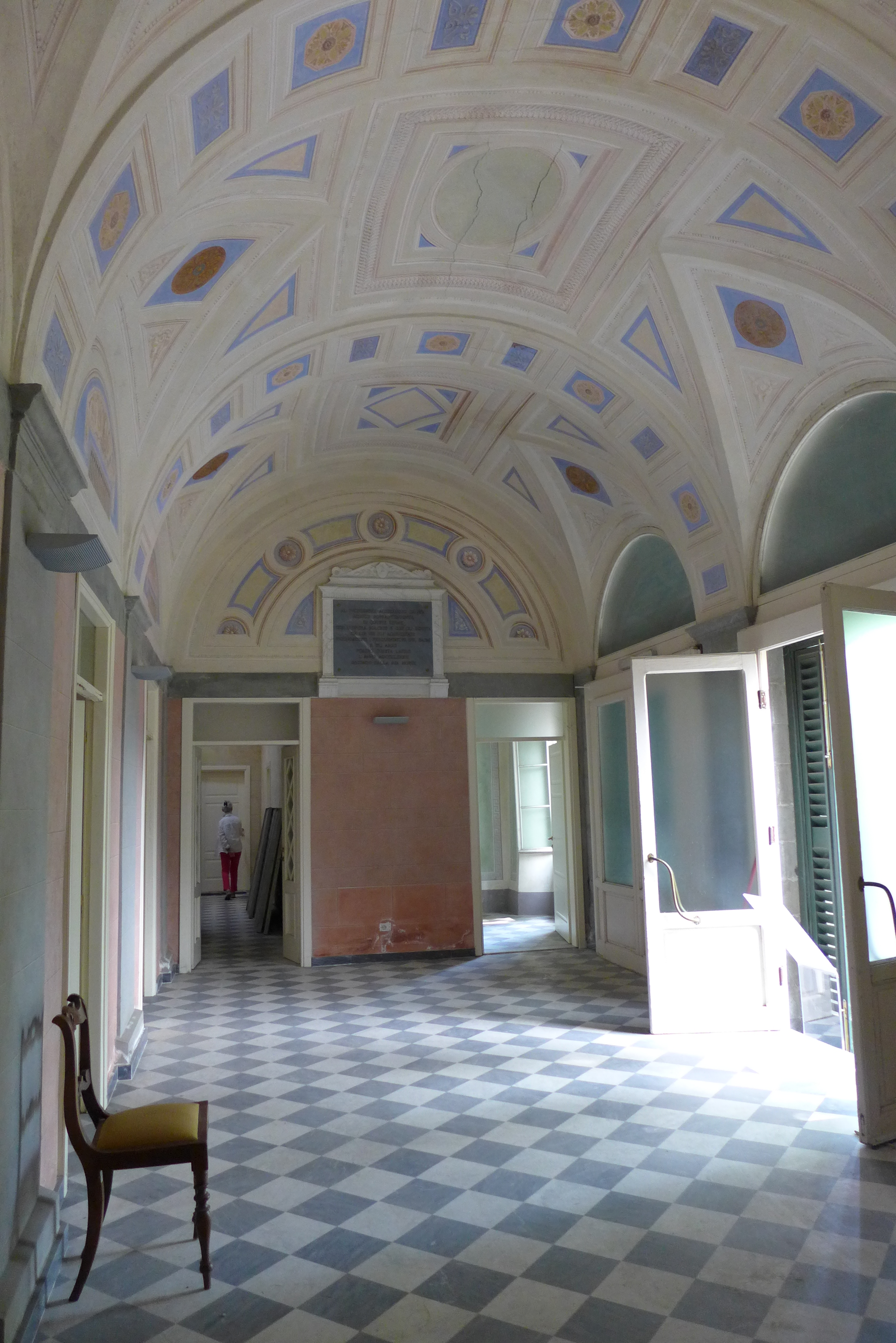

## Jumelages
- Longarone (Italie)

## Personnalités liées
- Le marquis Ruggiero Maurigi (1843-1919), sénateur et entrepreneur.
- Rose Cleveland (1846-1918), première dame des États-Unis.

### Personnalités nées à Bains de Lucques
- Nicolao Dorati (1513-1593), compositeur italien ;
- Domenico Bartoli (1629-1698), poète ;
- Francis Marion Crawford (1854-1909), poète et écrivain américain ;
- Maria Giuseppina Teresa Marcucci (1888-1960), religieuse, vénérable catholique.